# 李美步
李美步 (英語：Mabel Ping-Hua Lee, 1897年10月7日—1966年)是一位美国华人社会运动者，呼吁妇女选举权。

## 生平

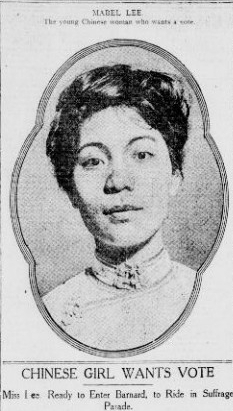
1912年的李美步

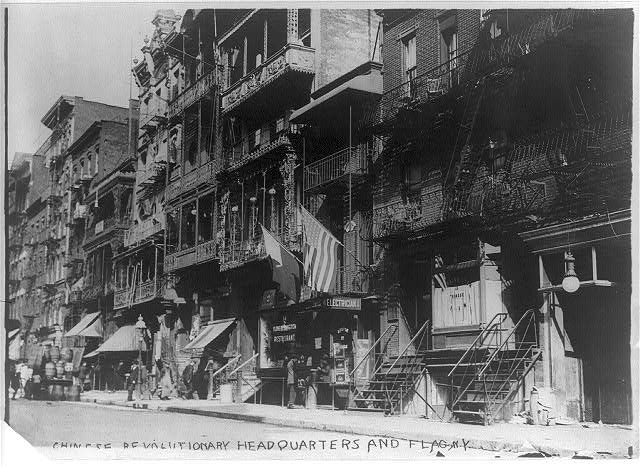
1911年在纽约的中国革命总部

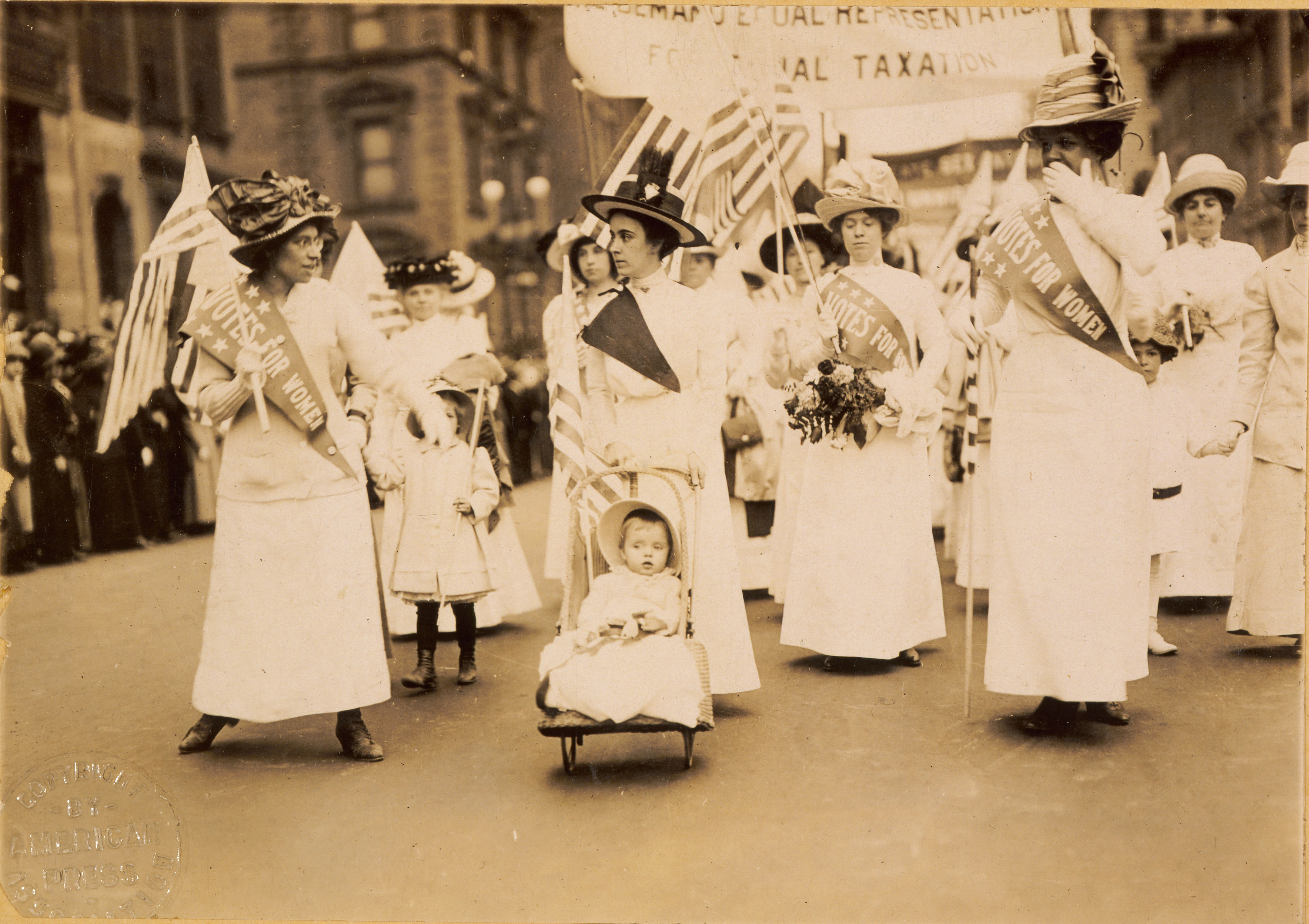
参加1912年选举权游行的照片

原名李彬华，1897年出生于广州，童年由祖母和母亲照顾，1900年跟随母亲一起前往纽约和父亲团聚，1912年曾参加女性选举权游行，1913年中学毕业后考入巴纳德学院，在校期间参加辩论俱乐部和中国学生组织，倡导妇女选举权。1917年妇女被允许享有投票权，同年她考入哥伦比亚大学经济学系，并申请到庚子赔款奖学金，成为首位获得此奖学金的女性。1920年美国宪法第十九修正案通过，全美女性被赋予合法选举权，但由于1882年美国排华法案，她作为移民后代仍不享有选举权。1921年或1922年她博士毕业，成为哥伦比亚大学首位华人女博士。1923年她前往欧洲学习战后经济学。1924年由于父亲心脏病突然离世后回到纽约照顾母亲。她终生未嫁，后服务于曼哈顿华埠华人社区十余年。

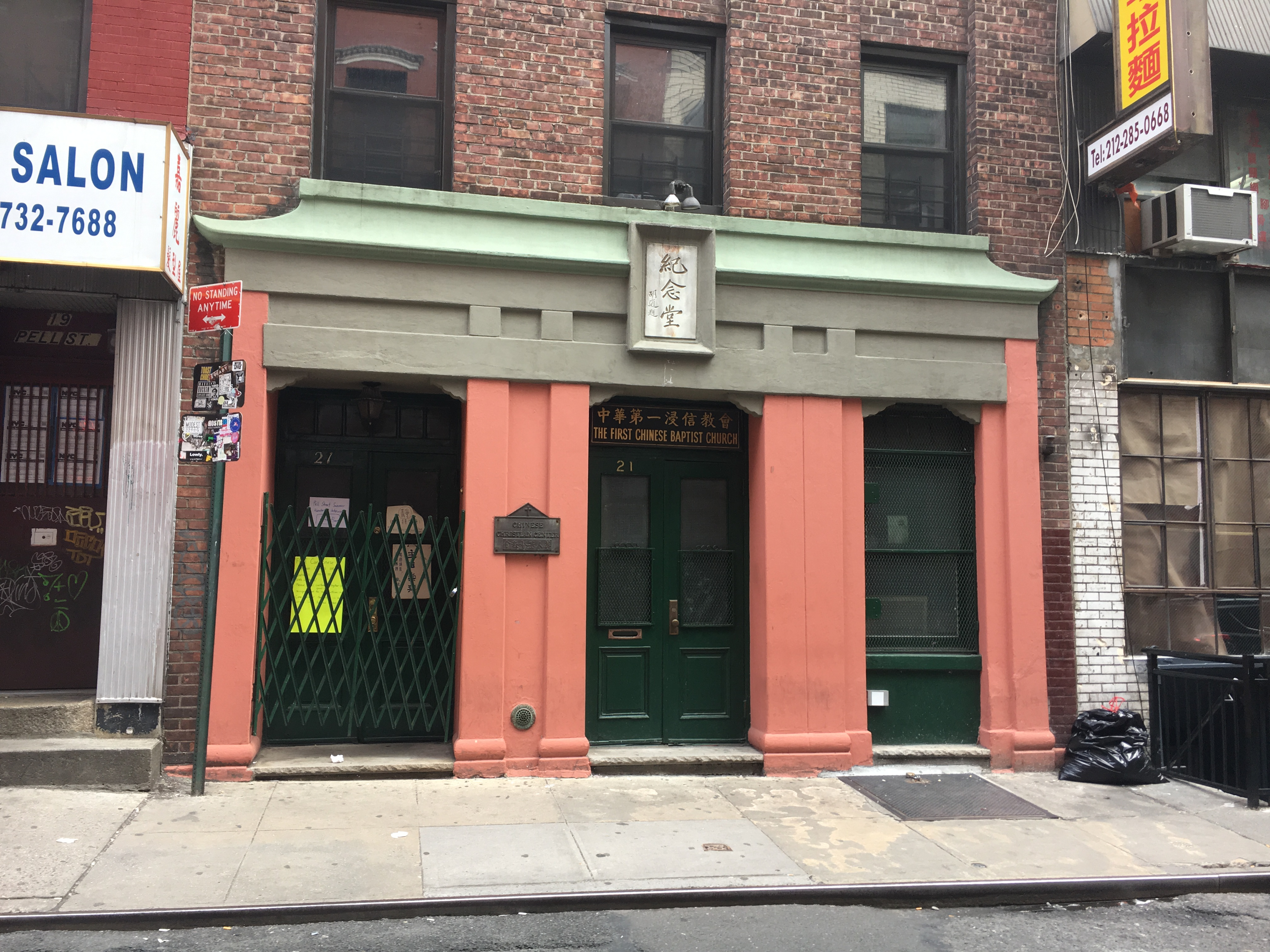
李韬纪念堂，后改为中华第一浸信教会，牌匾由胡适题词

1966年因病去世，享年70岁。

## 家庭
父亲李韬是一位华人浸礼宗牧师，纽约中华公所主席。

## 纪念
2018年曼哈顿华埠宰也街6号的邮局被命名为“李美步纪念邮局”，以表彰其突出贡献。